# Placówka Straży Granicznej I linii „Augustów”
Placówka Straży Granicznej I linii „Augustów” – jednostka organizacyjna Straży Granicznej pełniąca służbę ochronną na granicy polsko-rumuńskiej w okresie międzywojennym.

## Geneza
Na wniosek Ministerstwa Skarbu, uchwałą z 10 marca 1920 roku, powołano do życia Straż Celną. Od połowy 1921 roku jednostki Straży Celnej rozpoczęły przejmowanie odcinków granicy od pododdziałów Batalionów Celnych. Proces tworzenia Straży Celnej trwał do końca 1922 roku. Placówka Straży Celnej „Augustów” weszła w podporządkowanie komisariatu Straży Celnej „Śniatyn”.

## Formowanie i zmiany organizacyjne
Rozporządzeniem Prezydenta Rzeczypospolitej Polskiej Ignacego Mościckiego z 22 marca 1928 roku, do ochrony północnej, zachodniej i południowej granicy państwa, a w szczególności do ich ochrony celnej, powoływano z dniem 2 kwietnia 1928 roku  Straż Graniczną.
Rozkazem nr 5 z 16 maja 1928 roku w sprawie organizacji Małopolskiego Inspektoratu Okręgowego dowódca Straży Granicznej gen. bryg. Stefan Pasławski określił strukturę organizacyjną komisariatu SG „Śniatyn”. 
Już 8 września 1828 dowódca Straży Granicznej rozkazem nr 6  w sprawie organizacji Małopolskiego Inspektoratu Okręgowego podpisanym w zastępstwie przez mjr. Wacława Szpilczyńskiego zmieniał organizację komisariatu i ustalał zasięg placówek. 
Placówka Straży Granicznej I linii „Kohuntkowa” znalazła się w jego strukturze.
Rozkazem nr 7 z 25 września 1929 roku w sprawie reorganizacji i zmian dyslokacji Małopolskiego Inspektoratu Okręgowego komendant Straży Granicznej płk Jan Jur-Gorzechowski określił numer i nową strukturę komisariatu. Rozkaz nie wymieniał placówka SG I linii „Kohuntkowa”. Jej miejsce zajęła placówka Straży Granicznej I linii „Potoczek”. 
Rozkazem nr 4/31 zastępcy komendanta Straży Granicznej płk. Emila Czaplińskiego z 20 października 1931 roku zmieniono nazwę placówki I linii „Potoczek” na „Augustów”.

## Służba graniczna
Sąsiednie placówki:
- placówka Straży Granicznej I linii „Kułaczyn” ⇔ placówka Straży Granicznej I linii „Stecowa” − X 1928[7]

## Kierownicy/dowódcy placówki
| stopień    | imię i nazwisko, numer | okres pełnienia służby | kolejne stanowisko |
| ---------- | ---------------------- | ---------------------- | ------------------ |
| przodownik | Stanisław Dudka        | 1929 – 1931            | placówka „Tuczapy” |